# David Popescu
David Popescu (ur. 26 maja 1886, zm. 11 kwietnia 1955) – rumuński generał brygady, minister spraw wewnętrznych.
Karierę wojskową rozpoczął w 1925, kiedy to został mianowany podpułkownikiem. W 1930 awansował do stopnia pułkownika, a w 1938 do rangi generała brygady. Podczas rządów premiera Iona Gigurtu w 1940 roku stał na czele ministerstwa spraw wewnętrznych. W okresie 10 stycznia 1941 - 20 sierpnia 1941 roku dowodził 11 Dywizją Piechoty. Aresztowany w 1950 roku, wyszedł na wolność w 1953. Zmarł w 1955.